# Ctenoides mitis
Ctenoides mitis is een tweekleppigensoort uit de familie van de Limidae. De wetenschappelijke naam van de soort is voor het eerst geldig gepubliceerd in 1807 door Lamarck.